# Roger Vigneron

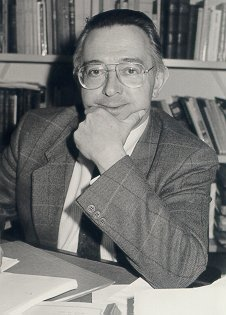
Vigneron in seinem Büro an der Universität Lüttich

Roger Vigneron (* 9. Dezember 1937 in Eisden; † 23. März 2002 in Pousset) war ein belgischer Rechtswissenschaftler, Rechtshistoriker und Hochschullehrer.

## Leben
Vigneron studierte Rechtswissenschaften an der Universität Lüttich und ließ sich parallel dazu zum Schauspieler ausbilden. Nach seinem rechtswissenschaftlichen Abschluss 1961 arbeitete er bis 1964 als wissenschaftlicher Assistent von Claude Renard. 1964 ging Vigneron in die ehemalige belgische Kolonie Kongo, wo er zunächst als Privatdozent, ab 1968 als ordentlicher Inhaber eines zivilrechtlichen Lehrstuhls an der Universität des Kongos lehrte. 1971 kehrte er nach Belgien zurück, da die Zustände für weiße Professoren untragbar geworden waren. Er schloss sich erneut Renard als Assistent an, wo Vigneron sich verstärkt dem Römischen Recht widmete, um in Lüttich dem emeritierten Roger Henrion auf seinem römischrechtlichen Lehrstuhl nachfolgen zu können. Auf diese Art entstand seine 1979 fertiggestellte und von Fritz Sturm an der Universität Marburg mitbegleitete Dissertation mit dem Titel Offerre aut deponere, eine Arbeit zum Annahmeverzug.
Ab 1981 bis zu seinem Tod hatte Vigneron einen ordentlichen Lehrstuhl für Römisches Recht an der Universität Lüttich inne. In dieser Zeit entstanden zahlreiche Abhandlungen zum Römischen Recht. Großen Wert legte Vigneron auch auf die Didaktik. Schon in den 1990er-Jahren entwickelte er ein computergestütztes Lernprogramm zum Römischen Recht, um die Studenten für die Thematik zu begeistern. Im Rahmen dieses Lehrprogrammes produzierte er auch sechs Videos, in denen er einen Überblick über die wichtigsten Bereiche des Römischen Rechts vermittelte. Durch die Ausstrahlung dieser Videos bei TV5 Europe erlangte Roger Vigneron auch über Fachkreise hinaus Bekanntheit.